# Gabriele D’Annunzio
Gabriele D’Annunzio, 1924-től Montenevoso hercege (Pescara, 1863. március 12. – Gardone Riviera, 1938. március 1.) olasz költő, író, esszéista, publicista, politikus. A 19–20. századok fordulójának egyik legjelentősebb olasz költője volt, vizuális-naturalista költeményeivel iskolát teremtett, prózai műveit is inkább erőteljes költői egyénisége lényegítette át. Magánéletében megosztó botrányhős volt, életének számos fordulata közül a legmeghatározóbb 1900-as évekbeli politikai radikalizálódása volt. Szenvedélyesen érvelt az első világháborúba való belépés mellett, a harcokban maga is részt vett, és fél szemét elveszítette. A világháborút követően szabadcsapatokat szervezett, amelyek élén 1919 szeptemberében elfoglalta Fiumét, és a kérészéletű Carnarói Olasz Kormányzóság államfője lett. Élete utolsó szakaszában Benito Mussolini fasiszta politikájának támogatója volt, cserébe fényűző magányban élhette életét.

## Életútja
Abruzzói birtokoscsalád sarja volt. Hét éven át a pratói Nemzeti Cicognini Kollégium tanulója volt. Tanulmányait félbehagyva 1881-ben Rómába költözött, ahol a Capitan Fracassa és az Angelo Sommaruga szerkesztette Cronaca Bizantina folyóiratok munkatársa lett. 1885-től a ranglétrán előrelépve részt vehetett a Cronaca Bizantina szerkesztésében, ezzel párhuzamosan 1888-ig a La Tribuna társasági rovatát is rábízták. Ezekben az években vette feleségül Maria Harduin di Gallese hercegnőt, akitől – bár 1891-ben már különváltan éltek – három fia született.
1891-ben Nápolyba költözött és az Il Mattino szerkesztőségének tagja lett. 1896-ban Sarfoglio jachtján és Eleonora Duse társaságában hosszabb hajóutat tett Görögországban, innen datálódott a színésznővel való szerelmi viszonya. 1898-ban Nápolyt is elhagyta, és a Firenzéhez közeli Settignanóban telepedett le, ahol Capponcina nevű villájában rendezte be új életét. Az 1890-es évek végén kezdett érdeklődni a közélet iránt, és 1897-ben Ortona képviselőjeként az olasz parlament tagja lett. Bár kormánypártiként nyerte el mandátumát, csakhamar átült a szocialista párt padsoraiba. 1901-ben már szocialista programmal indult neki a választási kampánynak, de megbukott, és ezt követően egy újabb fordulattal a nacionalista politikai irányzat híve lett. Ehhez jelentősen hozzájárult az a körülmény, hogy ebben az időszakban ismerkedett meg Friedrich Nietzsche „felsőbbrendű ember”-elméletével, amelyből morális gátlások nélkül az új olasz reneszánsz ideológiáját alakította ki.
1910-től szerelmi botrányai és anyagi ellehetetlenülése miatt Párizsban élt, ahol a Maurice Barrès köré csoportosuló nacionalista irodalmári kör tagja lett. Az első világháború előestéjén hazaköltözött, az észak-olaszországi Quartóban telepedett le, és az olasz nacionalizmus emblematikus alakjává vált, szenvedélyesen propagálta a háborúba való belépést. 1915. május 5-én Garibaldit és az ezrek vállalkozását méltató nyilvános beszédet tartott, országszerte nevezetessé váló szónoklatával jelentősen hozzájárult a harci kedv általános megnövekedéséhez. Maga is részt vett a harcokban, előbb haditengerész, majd repülőtiszt lett, megsebesült és fél szemét elveszítette.
A világháború lezárultával, 1919 januárjában Dalmácia elfoglalását tűzte ki célul. Szabadcsapatokat szervezett, amelyek élén 1919. szeptember 12-én bevonult a nemzetközi ellenőrzés alá helyezett Fiuméba, megalapította és Comandante címmel irányította a kérészéletű Carnarói Olasz Kormányzóságot. Harciasságával, a szabadcsapatok szervezésével csodálatot keltett Benito Mussoliniben, aki hatalomra kerülését követően nyugodt életet biztosított a költőnek („aranyozott magány”). Hatvanéves korában, 1923-ban újabb váratlan fordulatot vett D’Annunzio élete: megtért és belépett a ferencesek világi harmadrendjébe. 1924. március 15-én III. Viktor Emánuel egy Fiume melletti hegy neve után a Montenevoso hercege címet adományozta neki. D’Annunzio élete utolsó szakaszában a Garda-tó partján fényűzően berendezett, műkincsekkel telizsúfolt gardonei kastélyában visszaemlékezéseit írta, valamint korábbi cikkei, írásai gyűjteményes kiadását készítette elő. 1937-ben az Olasz Királyi Akadémia elnökévé választották.
Tiszteletére az olasz telepesek egy kolonista települést neveztek el róla Líbiában. D’Annunzio városát az olasz gyarmati uralom megszűnését követően El Bajjádá-ra nevezték át az arabok.

## Irodalmi munkássága
Világirodalmi léptékben is a legjelentősebb költők közé tartozott, a századforduló olasz költészetének nagy triászába tartozott, annak Giosuè Carducci és Giovanni Pascoli mellett a legfiatalabb tagja volt.
Mindössze tizenhat éves volt, amikor első verseskötete 1879-ben megjelent Primo vere (’Kora tavasz’) címen. Első kötete Carducci hatásáról vall (D’Annunzio neki is ajánlotta a verseket), az ő verselési formanyelvét (metrica barbara) követi. Második verseskötete 1882-ben jelent meg Canto novo (’Új ének’) címen. Ebben már eltávolodott korai zsengéitől és életművének egyes költői motívumait is előrevetítette. Költeményeinek alaphangulata az élet gyönyöreinek habzsolása, naturalista és plasztikusan láttató témakezelése erősen zenei lírával párosult. 1890-ben megjelent kettős verseskötetében (L’Isotteo / La Chimera) régi olasz irodalmi formákhoz visszanyúlva elevenítette fel az ottava rima, a ballata és a sestina hagyományait. Ehhez képest meglepetés az 1891-ben kiadott Elegie Romane (’Római elégiák’), amelyben saját korai költészetének metrica barbara tónusában festi le a barokk kori Róma utcáit, tereit, templomait. 1893-as kötete, a Poema paradisiaco (’Paradicsomi ének’) ismét egy újabb költői kísérlet, amelyben a Paul Verlaine szimbolizmusának hatása alatt ihletődő költői nyelvezet az erotika és a halál már megszokott d’annunziói naturalista ábrázolásával párosul. Legérettebb költeményeit felsorakoztató verseskötete 1904-ben jelent meg Alcyone (’Alküoné’) címmel.
Nápolyi éveiben jelentek meg első, novellákat tartalmazó prózakötetei, 1882-ben a Terra vergine (’Szűzföld’), 1884-ben az Il libro delle virgini (’A szűzek könyve’), 1886-ban pedig a San Pantaleone. Témájukat tekintve egyfajta társadalmi érzékenység jellemzi ezeket az elbeszéléseket, Giovanni Verga és Luigi Capuana verista modorában a társadalom peremére szorult emberek sorsát festi le. Ugyanakkor költészetéhez hasonlóan ezekben a prózai művekben is a naturalista ábrázolás igénye, D’Annunzio költői hangja dominál, ami a társadalmi mondanivalót háttérbe szorítja. 1889-ben jelent meg első nagyregénye Il piacere (A gyönyör) címen, amelyben a kitaszítottak világa helyett a felső tízezer, az arisztokraták és művészek mondén világát, szerelmi kapcsolatait ábrázolja a tőle megszokott láttató erővel. Ebben a munkában jelenik meg határozottan a tartalmi dekadentizmus mellett a sajátságosan túldíszített nyelvezet használata is, ami későbbi regényeinek is jellemzője (Giovanni Episcopo, 1893; L’innocente, Az ártatlan, 1892; Trionfo della morte, A halál diadala, 1894; Le vergini delle rocce, ’A sziklák szüzei’, 1896). Botrányos fogadtatásban részesült 1900-ban Il fuoco (A tűz) címen megjelent kulcsregénye, amelyben Eleonora Duse színésznővel folytatott szerelmi kapcsolatát tárta a nagyközönség elé.
D’Annunzio Eleonora Duséval való kapcsolata hatására a színházművészetben is kipróbálta magát, és ontotta magából a kétséges irodalmi értékű színdarabokat. Ezek közül egyedül az 1904-ben írt La figlia fi Iorio (Jorio leánya) emelkedett ki, amelyben abruzzói gyermekkora világának népi mindennapjait, szenvedélyes és babonás világát dramatizálta színpadra. Már Párizsban írta a középkori francia költészet modorában Le Martyre de saint Sébastien (’Szent Sebestyén mártíromsága’) című misztériumjátékát, amely annyira népszerű lett, hogy még 1911. május 21-én Claude Debussy zenéjével színpadra is állították.

## Művei magyarul
- Az ártatlan bűnös: Regény. Budapest: Magyar Hírlap.
- Giovanni Episcopo: Regény. Budapest: Magyar Irodalmi és Könyvkereskedelmi Rt. 1893.
- A gyermek: Regény. Ford. Balogh Arthur. Budapest: Athenaeum. 1895.  = Az Athenaeum Olvasótára,
- A tűz: Egy nagy művésznő szerelmi regénye. Ford. Lyka Károly. Budapest: Szilágyi. 1900.
- Az ártatlan: Regény. Budapest: Magyar Hírlap. 1901.
- Szerelem diadala: Regény. Budapest: Magyar Hírlap. 1903.
- Józanság és mámor. Budapest: Vass J. 1904.
- Őszi alkony álma: Tragikus költemény. Ford. Radó Antal. Budapest: Lampel. 1906.  = Magyar Könyvtár,
- San Pantaleone és egyéb novellák. Ford. Balla Ignác. Budapest: Franklin. 1909.  = Olcsó Könyvtár,
- Giovanni Episcopo: Regény. Ford. Szana Tamás. Budapest: Czettel-Deutsch ny. = A Magyar Szalon Regénytára,
- Toto és egyéb elbeszélések. Ford. Balla Ignác. Budapest: Lampel. 1911.  = Magyar Könyvtár,
- A tűz. Ford. Lyka Károly. Budapest: Athenaeum. 1913.  = Athenaeum Könyvtár,
- Pescarai novellák. Ford. Révész Andor. Békéscsaba: Tevan. 1915.  = Tevan Könyvtár,
- Talán igen, talán nem: Regény. Ford. Balla Ignác. Budapest: Kultúra. 1918.  = A Kultúra Regénytára,
- A gyönyör. Ford. Maksziányi Dezső. Budapest: Világirodalom. 1919.
- A halál diadala: Regény. Ford. Lendvai István. Budapest: Kultúra. 1919.  = Kultúra Regénytár,
- Az ártatlan: Regény. Ford. Honti Rezső. Budapest: Forum. 1920.
- Cincinnato: Az eredeti teljes szöveg és hű magyar fordítása. Ford. Zambra Alajos. Budapest: Lantos. 1920.  = Kétnyelvű Klasszikus Könyvtár,
- Sziklák szüzei. Ford. Komor Zoltán. Budapest: Világirodalom. 1922.  = Világirodalom Könyvtár. Új sorozat,
- Gioconda: Tragédia. Ford. Radó Antal. Budapest: Lampel. 1922.  = Magyar Könyvtár,
- Beatrix hercegnő. Budapest: Tolnai Világlapja. 1924.  = Tolnai Regénytára,
- Őszi alkony álma: Tragikus költemény. Ford. Radó Antal. Budapest: Lampel. 1928.  = Magyar Könyvtár,
- Jorio leánya ásztordráma. Budapest: Globus ny. 1937.  = Krónika. A Nemzeti Színház Műsorkísérő Füzetei,
- Az ég, a tenger, a föld és a hősök dicsérete. Ford. Oláh Gábor, Ternay Kálmán. Trieste: Stab. Tip. Nazionale. 1942.
- Olasz tragédia. Budapest: Hungária ny. 1943.  = Napsugár Könyvek,
- Szerelem – halál. Ford. Takács Iphigénia. Budapest: Aurora. 1943.